# دنطوان مفترش
دنطوان مفترش (الاسم العلمي: Danthonia decumbens) هو نوع من النباتات يتبع جنس الدنطوان من الفصيلة النجيلية.